# Paznokcie Terry’ego

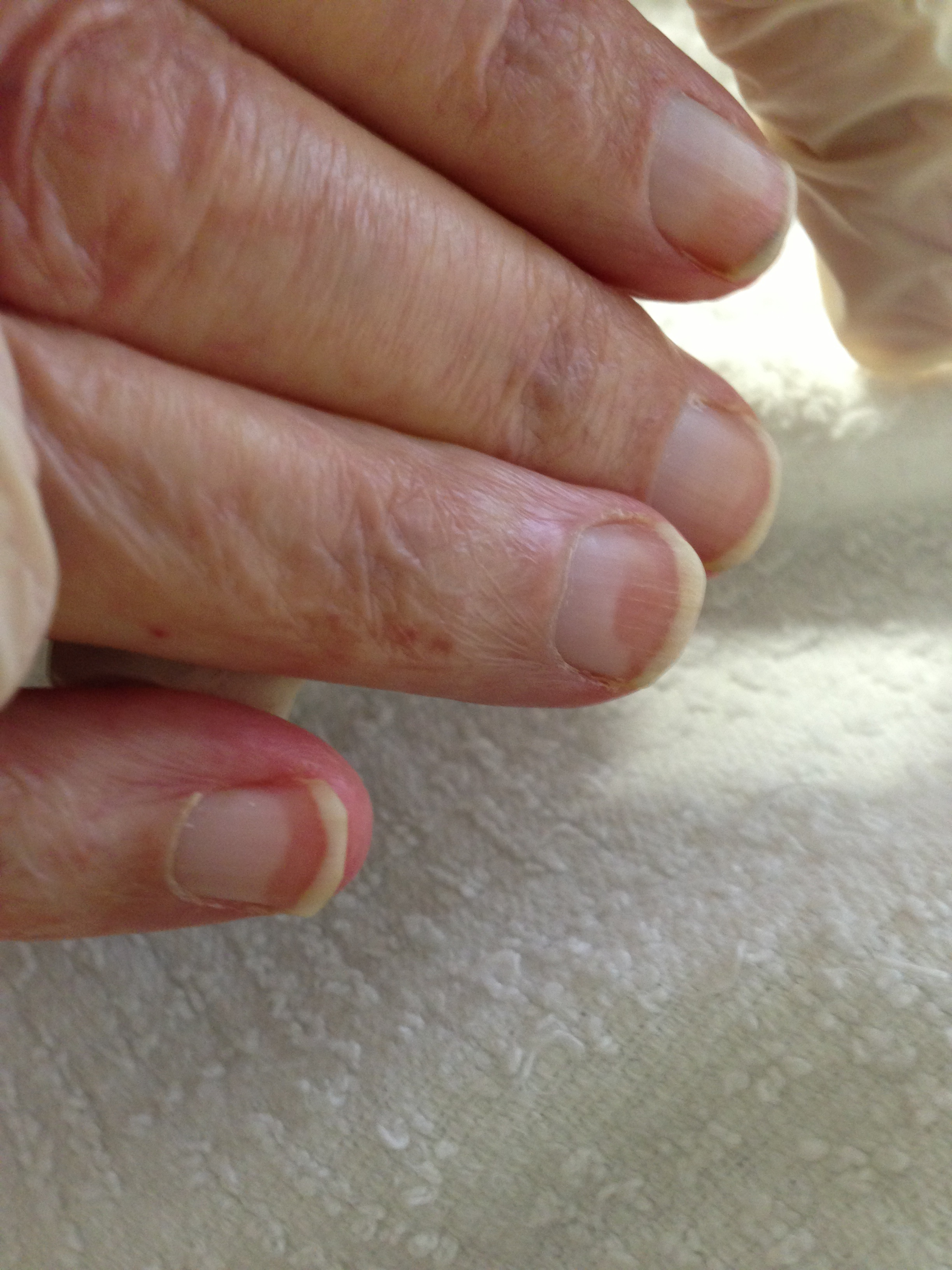
Paznokcie Terry'ego

Paznokcie Terry’ego (ang. Terry’s nails) – zmiany płytki paznokciowej występujące niekiedy w przebiegu hipoalbuminemii lub marskości wątroby. Dystalna (dalsza) część zmienionego paznokcia szerokości 1–2 mm jest różowa, część proksymalna (bliższa) ma barwę białą. 